# إدوارد وايت روبرتسون
إدوارد وايت روبرتسون (بالإنجليزية: Edward White Robertson)‏ هو محامي وسياسي أمريكي، ولد في 13 يونيو 1823 في الولايات المتحدة، وتوفي في 2 أغسطس 1887 في الولايات المتحدة. حزبياً، نشط في الحزب الديمقراطي. وقد انتخب عضو مجلس النواب الأمريكي.